# Brookfield (Nou Hampshire)
Brookfield és una població dels Estats Units a l'estat de Nou Hampshire. Segons el cens del 2000 tenia 604 habitants.

## Demografia
Segons el cens del 2000, Brookfield tenia 604 habitants, 236 habitatges, i 180 famílies. La densitat de població era de 10,2 habitants per km².
Dels 236 habitatges en un 30,5% hi vivien nens de menys de 18 anys, en un 66,5% hi vivien parelles casades, en un 6,8% dones solteres, i en un 23,7% no eren unitats familiars. En el 18,2% dels habitatges hi vivien persones soles el 7,2% de les quals corresponia a persones de 65 anys o més que vivien soles. El nombre mitjà de persones vivint en cada habitatge era de 2,56 i el nombre mitjà de persones que vivien en cada família era de 2,93.
Per edats la població es repartia de la següent manera: un 23,3% tenia menys de 18 anys, un 5,5% entre 18 i 24, un 25,3% entre 25 i 44, un 29,1% de 45 a 60 i un 16,7% 65 anys o més.
L'edat mediana era de 43 anys. Per cada 100 dones de 18 o més anys hi havia 91,3 homes.
La renda mediana per habitatge era de 52.132$ i la renda mediana per família de 54.688$. Els homes tenien una renda mediana de 36.154$ mentre que les dones 26.719$. La renda per capita de la població era de 25.745$. Entorn de l'1,1% de les famílies i l'1,5% de la població estaven per davall del llindar de pobresa.